# موانع رفتار طرفدار محیط زیست
رفتار طرفدار محیط زیست، رفتاری است که مردم آگاهانه انتخاب می‌کنند تا تأثیر منفی اقدامات خود را بر محیط زیست به حداقل برسانند.موانع رفتار طرفدار محیط زیست عوامل متعددی هستند که افراد را در تلاش برای تنظیم رفتارهای خود به سمت سبک زندگی پایدارتر محدود می‌کنند.
موانع رفتار طرفدار محیط زیست شامل عوامل متعددی هستند که افراد را در تلاش برای تغییر رفتارهای خود به سمت سبک زندگی پایدارتر محدود می‌کنند.
این موانع را می‌توان به چهار دسته کلی تقسیم کرد: روان‌شناختی، اجتماعی/فرهنگی، مالی و ساختاری.
موانع روان‌شناختی داخلی هستند و به دانش، باورها و افکار فردی مربوط می‌شوند که بر رفتار او تأثیر می‌گذارند.
موانع اجتماعی و فرهنگی زمینه‌ای هستند و رفتار فرد را تحت تأثیر محیط اطرافش قرار می‌دهند، مانند محله، شهر یا جامعه‌ای که در آن زندگی می‌کند.
موانع مالی به سادگی شامل کمبود منابع مالی برای حرکت به سمت رفتارهای پایدارتر می‌شوند، مانند خرید فناوری‌های جدید یا خودروهای برقی.
موانع ساختاری خارجی هستند و اغلب خارج از کنترل فرد قرار دارند، مانند نبود اقدامات دولتی مناسب یا شرایط محل زندگی که وابستگی به خودرو را به جای حمل‌ونقل عمومی تقویت می‌کند.

## موانع درونی/روانی
شناسایی موانع روان‌شناختی در رفتار طرفدار محیط زیست برای طراحی مداخلات موفق در تغییر رفتار بسیار مهم است. . دانشمندان چندین دسته مختلف از موانع روان‌شناختی برای اقدامات طرفدار محیط زیست را شناسایی کرده‌اند. یکی از پژوهشگران برجسته در این حوزه، روان‌شناس محیط زیست رابرت گیفورد، ۳۳ مورد از این موانع را شناسایی کرده است که آن‌ها را «اژدهایان بی‌عملی» نامیده است. این اژدهایان به هفت دسته تقسیم می‌شوند: شناخت محدود، ایدئولوژی‌ها، مقایسه اجتماعی، هزینه‌های غرق‌شده، بی‌اعتباری، خطرات ادراک‌شده، و رفتار محدود. در زیر هفت دسته، به همراه موانع اضافی شناسایی شده توسط سایر محققان، آورده شده است. روانشناسان دیگر استدلال کرده‌اند که تلاش برای شناسایی موانع روانشناختی در برابر رفتارهای زیست‌محیطی، زمانی که برای توضیح بی‌تحرکی اجتماعی در مورد تغییرات اقلیمی استفاده می‌شود، مشکل‌ساز است.

### شناخت محدود
موانع شناختی محدود، موانعی هستند که از کمبود دانش و آگاهی در مورد مسائل زیست‌محیطی ناشی می‌شوند. به‌عنوان مثال، در مورد یک مسئله مهم محیط‌زیستی مانند تغییرات اقلیمی، ممکن است فرد در رفتار طرفدار محیط زیست مشارکت نکند زیرا:
- از وقوع تغییرات اقلیمی بی‌اطلاع است
- از وجود مشکل تغییرات اقلیمی آگاه است، اما اطلاعات کافی دربارهٔ علم تغییرات اقلیمی ندارد
- اطلاعاتی دربارهٔ چگونگی مقابله با این مسئله ندار[۲][۵][۶]

برای کسانی که از مسائل محیط‌زیستی کنونی آگاه هستند، خودکارآمدی یک مانع مهم برای اقدام محسوب می‌شود، زیرا افراد اغلب احساس ناتوانی در دستیابی به اهداف بزرگی مانند کاهش تغییرات اقلیمی جهانی دارند.علاوه بر این، فقدان انگیزه برای تغییر رفتار فرد با این باور مرتبط است که افراد قادر به انجام اقدامات مؤثر طرفدار محیط زیست نیستند.

### ایدئولوژی‌ها

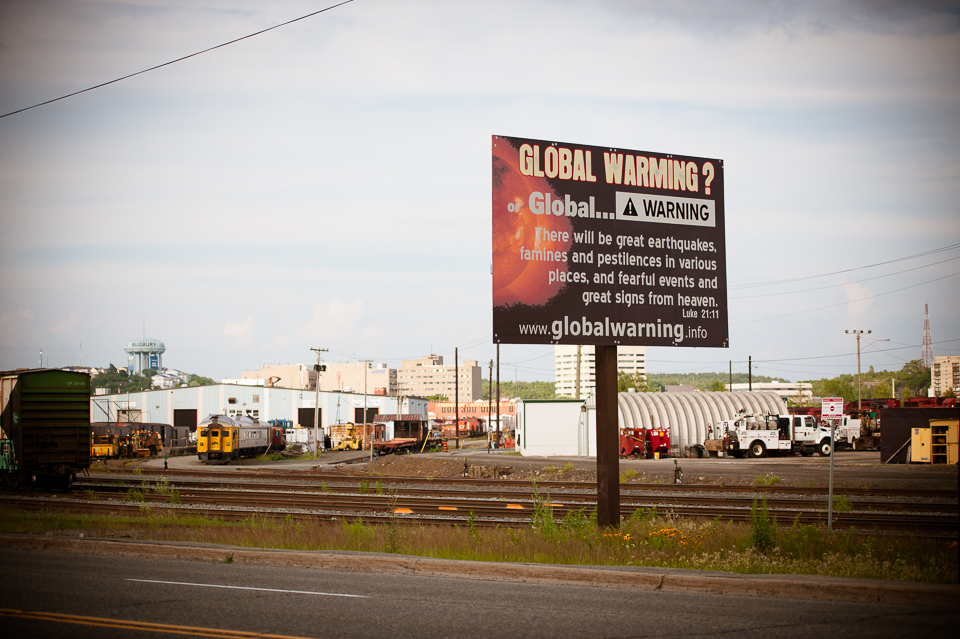
بیلبورد انکار تغییرات اقلیمی

موانع ایدئولوژیک توسط ایده‌های از پیش شکل‌گرفته و نحوه تفکر فرد دربارهٔ جهان ایجاد می‌شوند. ایدئولوژی‌هایی که می‌توانند مانع رفتار طرفدار محیط زیست شوند شامل باور قوی به سرمایه‌داری آزاد، اعتقاد جبری به اینکه یک قدرت برتر کنترل امور را در دست دارد، و باور به اینکه فناوری می‌تواند تمام مشکلات محیط زیستی را حل کند، هستند.
بر این اساس، تاکتیک‌هایی مانند سیاست‌های محیط‌زیستی باعث ایجاد تمایل به مقابله با تهدیدات ادراک‌شده علیه آزادی و سبک زندگی راحت افراد شده‌اند. این مانع به ویژه در کشورهای غربی وجود دارد که در آنها افراد به دلیل وضعیت اجتماعی-اقتصادی از سطوح نسبتاً بالایی از رفاه عینی و ذهنی برخوردارند. خاطرنشان شده است که برای زندگی در چارچوب محدودیت‌های زیست‌محیطی، نیاز به ایجاد تغییراتی در جنبه‌های راحت سبک زندگی غربی وجود دارد، به عنوان مثال، کاهش مصرف گوشت، استفاده از هواپیما و استفاده از ابزارهای الکترونیکی با طول عمر کوتاه. هنجارهای فرهنگی غربی، مصرف گوشت را با ثروت، جایگاه و تجمل مرتبط می‌دانند، و مصرف سرانه گوشت در ۱۵ کشور ثروتمند جهان ۷۵۰ درصد بیشتر از ۲۴ کشور فقیر است. تغییر در ارزش‌ها ممکن است دشوار باشد، زیرا اهداف زندگی افراد توسط ایده‌های آنها در مورد پیشرفت اجتماعی، جایگاه شخصی و موفقیت از طریق شغل، درآمد بالاتر و مصرف شکل می‌گیرد.

### مقایسه اجتماعی

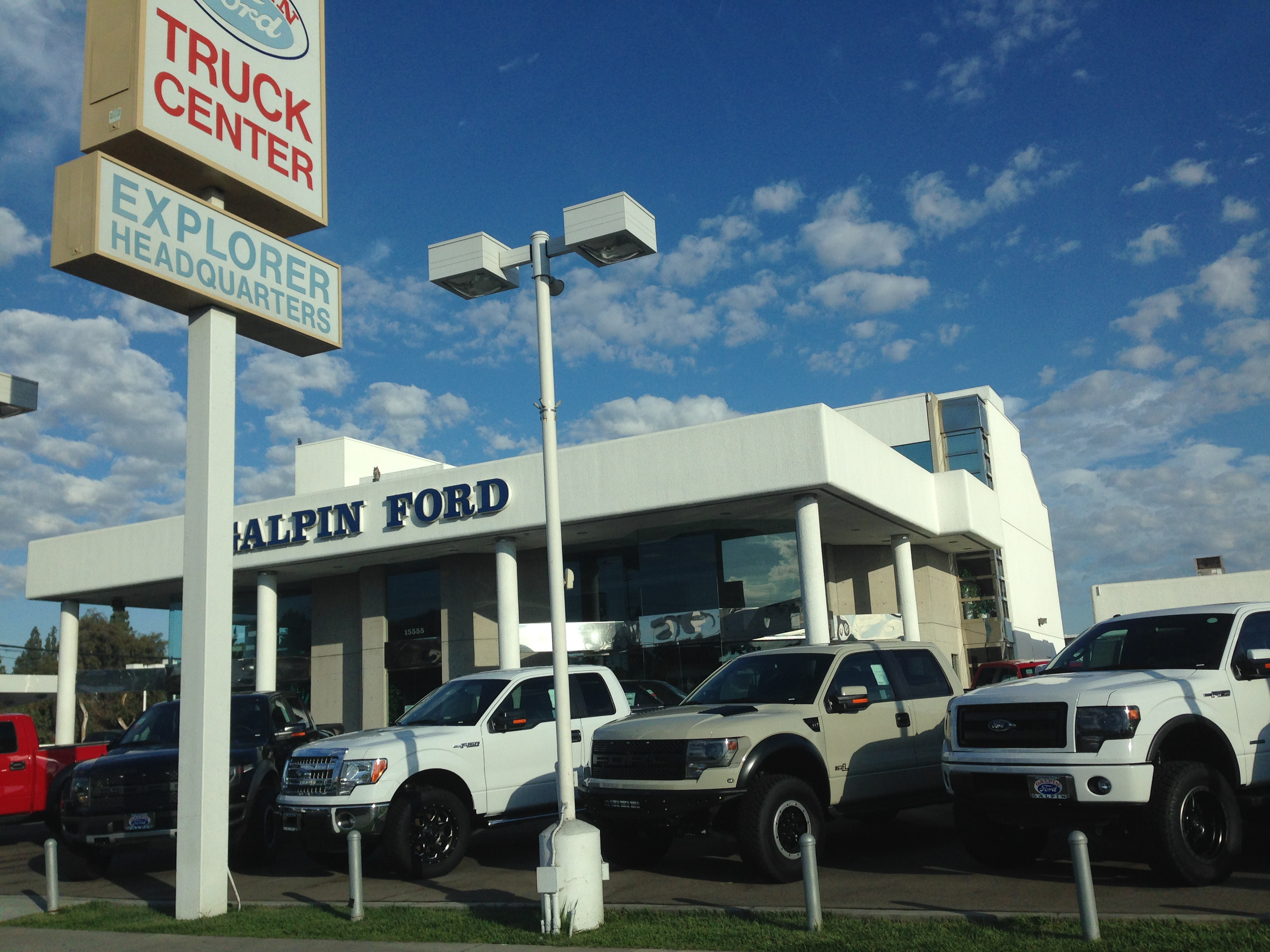
فروشنده کامیون نورث هیلز ایست. وانت فورد F-150 مدتی است که با میانگین مصرف سوخت کمتر از ۳۰ مایل در هر گالن، پرفروش‌ترین خودرو در ایالات متحده بوده است.

موانع مقایسه اجتماعی شامل مقایسه اعمال با اعمال دیگران برای تعیین رفتار «صحیح»، چه مفید و چه مضر برای محیط زیست، می‌شود. این بدان معناست که موانع مقایسه اجتماعی نیز می‌توانند رفتارهای طرفدار محیط زیست را تسهیل کنند. برای مثال، مردم مصرف انرژی خود را تغییر می‌دهند تا میزان مصرف گزارش‌شده توسط همسایگان خود را تکرار کنند. علاوه بر این، اگر افراد معتقد باشند که اطرافیانشان به‌طور فعال در رفتارهای طرفدار محیط زیست مشارکت نمی‌کنند، احتمال کمتری دارد که خودشان نیز در این رفتارها مشارکت کنند زیرا این رفتار را ناعادلانه می‌دانند.